# Pak Nam-Chol (fotbollsspelare född 1985)
Pak Nam-Chol, född 2 juli 1985, är en nordkoreansk fotbollsspelare som senast spelade för Muangthong United FC. Han har även spelat i det nordkoreanska landslaget.
Han blev också uttagen i Nordkoreas slutliga trupp till VM 2010.